# Edoardo Severgnini
Edoardo Severgnini (Milano, 13 maggio 1904 – Milano, 29 gennaio 1969) è stato un pistard e ciclista su strada italiano.
Professionista dal 1929 al 1939, specialista nella velocità e nel mezzofondo, fu due volte medaglia di bronzo mondiale in quest'ultima specialità.

## Carriera
Severgnini vinse il titolo italiano di velocità dilettanti nel 1927 e nel 1928. Partecipò poi nel 1928 ai Giochi olimpoici di Amsterdam, sempre nella velocità su pista, piazzandosi dodicesimo.
Divenne professionista nel 1930. Nel 1932 fu bronzo tricolore nella velocità. Nel 1934 diventò campione italiano nel mezzofondo professionisti (stayer), confermandosi anche nel 1936, 1937, 1938 e 1939. Fu anche due volte medaglia di bronzo mondiale di mezzofondo, nel 1934 a Lipsia e nel 1938 ad Amsterdam. Fra le sue altre vittorie, una sei giorni a Filadelfia nel 1932 e diverse gare di stayer.

## Palmarès
- 1927 (dilettanti)

Campionati italiani, Velocità dilettanti
- 1928 (dilettanti)

Campionati italiani, Velocità dilettanti
- 1932

Sei giorni di Filadelfia #2
- 1934

Campionati italiani, Mezzofondo
- 1936

Campionati italiani, Mezzofondo
- 1937

Campionati italiani, Mezzofondo
- 1938

Campionati italiani, Mezzofondo
- 1939

Campionati italiani, Mezzofondo

## Piazzamenti

### Competizioni mondiali
- Campionati del mondo

Lipsia 1934 - Mezzofondo: 3º
Amsterdam 1938 - Mezzofondo: 3º
- Giochi olimpici

Amsterdam 1928 - Velocità: 12º